# Selección de fútbol sub-17 de Siria
La selección de fútbol sub-17 de Siria es el equipo que representa al país en la Copa Mundial de Fútbol Sub-17 y en el Campeonato Sub-16 de la AFC, y es controlada por la Federación de Fútbol de Siria.

## Estadísticas

### Mundial Sub-17
| Récord | Récord       | Récord       | Récord       | Récord       | Récord       | Récord       | Récord       | Récord |
| Año    | Ronda        | J            | G            | E1           | P            | GF           | GC           |        |
| ------ | ------------ | ------------ | ------------ | ------------ | ------------ | ------------ | ------------ | ------ |
| 1985   | No participó | No participó | No participó | No participó | No participó | No participó | No participó |        |
| 1987   | No participó | No participó | No participó | No participó | No participó | No participó | No participó |        |
| 1989   | No participó | No participó | No participó | No participó | No participó | No participó | No participó |        |
| 1991   | No participó | No participó | No participó | No participó | No participó | No participó | No participó |        |
| 1993   | No participó | No participó | No participó | No participó | No participó | No participó | No participó |        |
| 1995   | No participó | No participó | No participó | No participó | No participó | No participó | No participó |        |
| 1997   | No participó | No participó | No participó | No participó | No participó | No participó | No participó |        |
| 1999   | No participó | No participó | No participó | No participó | No participó | No participó | No participó |        |
| 2001   | No participó | No participó | No participó | No participó | No participó | No participó | No participó |        |
| 2003   | No clasificó | No clasificó | No clasificó | No clasificó | No clasificó | No clasificó | No clasificó |        |
| 2005   | No participó | No participó | No participó | No participó | No participó | No participó | No participó |        |
| 2007   | 2.ª Ronda    | 4            | 1            | 1            | 2            | 4            | 5            |        |
| 2009   | No clasificó | No clasificó | No clasificó | No clasificó | No clasificó | No clasificó | No clasificó |        |
| 2011   | No clasificó | No clasificó | No clasificó | No clasificó | No clasificó | No clasificó | No clasificó |        |
| 2013   | No clasificó | No clasificó | No clasificó | No clasificó | No clasificó | No clasificó | No clasificó |        |
| 2015   | Clasificado  | Clasificado  | Clasificado  | Clasificado  | Clasificado  | Clasificado  | Clasificado  |        |
| 2017   | TBD          | TBD          | TBD          | TBD          | TBD          | TBD          | TBD          |        |
| Total  | 1/15         | 4            | 1            | 1            | 2            | 4            | 5            |        |

### Campeonato Sub-16 de la AFC
| Récord | Récord           | Récord       | Récord       | Récord       | Récord       | Récord       | Récord       | Récord |
| Año    | Ronda            | J            | G            | E1           | P            | GF           | GC           |        |
| ------ | ---------------- | ------------ | ------------ | ------------ | ------------ | ------------ | ------------ | ------ |
| 1986   | No participó     | No participó | No participó | No participó | No participó | No participó | No participó |        |
| 1988   | No participó     | No participó | No participó | No participó | No participó | No participó | No participó |        |
| 1990   | No participó     | No participó | No participó | No participó | No participó | No participó | No participó |        |
| 1992   | No participó     | No participó | No participó | No participó | No participó | No participó | No participó |        |
| 1994   | No participó     | No participó | No participó | No participó | No participó | No participó | No participó |        |
| 1996   | No participó     | No participó | No participó | No participó | No participó | No participó | No participó |        |
| 1998   | No participó     | No participó | No participó | No participó | No participó | No participó | No participó |        |
| 2000   | No participó     | No participó | No participó | No participó | No participó | No participó | No participó |        |
| 2002   | Cuartos de final | 4            | 1            | 1            | 2            | 3            | 4            |        |
| 2004   | No participó     | No participó | No participó | No participó | No participó | No participó | No participó |        |
| 2006   | 4.º lugar        | 6            | 3            | 1            | 2            | 14           | 7            |        |
| 2008   | Cuartos de final | 4            | 2            | 1            | 1            | 6            | 4            |        |
| 2010   | Cuartos de final | 4            | 1            | 2            | 1            | 4            | 4            |        |
| 2012   | Cuartos de final | 4            | 1            | 2            | 1            | 3            | 3            |        |
| 2014   | Semifinal        | 5            | 2            | 2            | 1            | 9            | 11           |        |
| Total  | 5/15             | 27           | 10           | 9            | 8            | 39           | 33           |        |

1- Los empates incluyen aquellos partidos que se definieron por penales.